# Resolutie 1247 Veiligheidsraad Verenigde Naties
Resolutie 1247 van de Veiligheidsraad van de Verenigde Naties werd unaniem door de VN-Veiligheidsraad aangenomen op 18 juni 1999.

## Achtergrond
In 1980 overleed de Joegoslavische leider Tito, die decennialang de bindende kracht was geweest tussen de zes deelstaten van het land. Na zijn dood kende het nationalisme een sterke opmars, en in 1991 verklaarden verschillende deelstaten zich onafhankelijk. Zo ook Bosnië en Herzegovina, waar in 1992 een burgeroorlog ontstond tussen de Bosniakken, Kroaten en Serviërs. Deze oorlog, waarbij etnische zuiveringen plaatsvonden, ging door tot in 1995 vrede werd gesloten. Hierop werd de NAVO-operatie IFOR gestuurd die de uitvoering ervan moest afdwingen. Die werd in 1996 vervangen door SFOR, die op zijn beurt in 2004 werd vervangen door de Europese operatie EUFOR Althea.

## Inhoud

### Waarnemingen
Er was een politiek akkoord voor de conflicten in ex-Joegoslavië. De terugkeer van vluchtelingen was cruciaal voor de vrede.

### Handelingen

#### I
De partijen werden gewezen op hun verantwoordelijkheid om de gesloten akkoorden uit te voeren. Ook werd veel belang gehecht aan medewerking aan Joegoslavië-tribunaal.

#### II
De Veiligheidsraad prees de landen de lidstaten die deelnamen aan de SFOR. Zij werden geautoriseerd SFOR nog 12 maanden voort te zetten en al het nodige te doen om de naleving van Annex 1-A van het vredesakkoord af te dwingen of SFOR zelf te verdedigen, de uitvoering van haar mandaat te verzekeren of de regels over het luchtverkeer boven Bosnië en Herzegovina te doen naleven.

#### III
Verder besloot de Veiligheidsraad het mandaat van de VN-missie UNMIBH, inclusief de politiemissie IPTF, te verlengen tot 21 juni 2000. De lidstaten werden gevraagd gekwalificeerd personeel te leveren aan die IPTF.

## Verwante resoluties
- Resolutie 1239 Veiligheidsraad Verenigde Naties
- Resolutie 1244 Veiligheidsraad Verenigde Naties
- Resolutie 1252 Veiligheidsraad Verenigde Naties
- Resolutie 1256 Veiligheidsraad Verenigde Naties

Lijst ·  1220 ·  1221 ·  1222 ·  1223 ·  1224 ·  1225 ·  1226 ·  1227 ·  1228 ·  1229 ·  1230 ·  1231 ·  1232 ·  1233 ·  1234 ·  1235 ·  1236 ·  1237 ·  1238 ·  1239 ·  1240 ·  1241 ·  1242 ·  1243 ·  1244 ·  1245 ·  1246 ·  1247 ·  1248 ·  1249 ·  1250 ·  1251 ·  1252 ·  1253 ·  1254 ·  1255 ·  1256 ·  1257 ·  1258 ·  1259 ·  1260 ·  1261 ·  1262 ·  1263 ·  1264 ·  1265 ·  1266 ·  1267 ·  1268 ·  1269 ·  1270 ·  1271 ·  1272 ·  1273 ·  1274 ·  1275 ·  1276 ·  1277 ·  1278 ·  1279 ·  1280 ·  1281 ·  1282 ·  1283 ·  1284